# Pluvier à triple collier
Charadrius tricollaris
Espèce
Statut de conservation UICN

 LC  : Préoccupation mineure
Le Pluvier à triple collier (Charadrius tricollaris) est une petite espèce de limicole appartenant à la famille des Charadriidae.

## Description

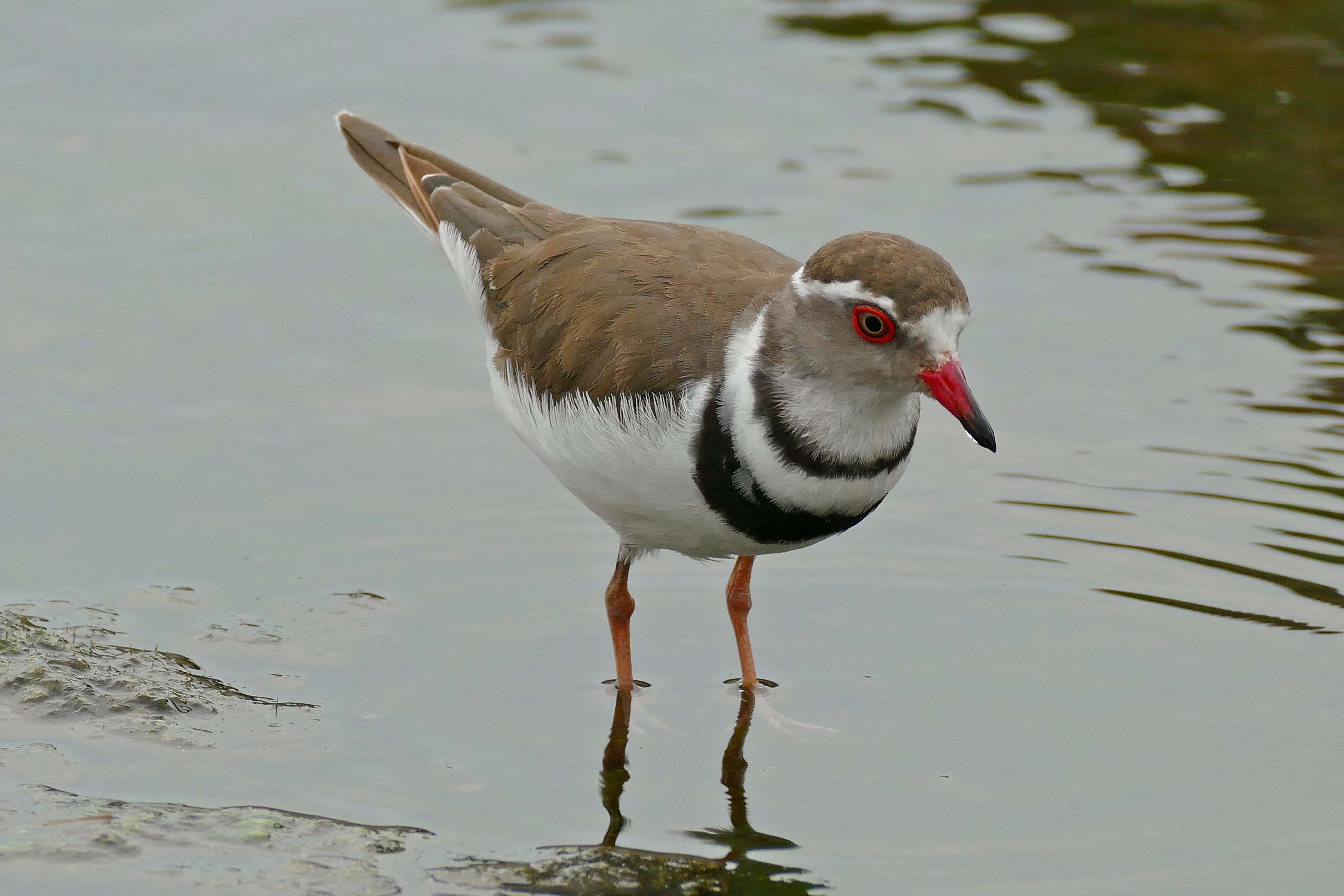
Charadrius tricollaris (Parc national Kruger, Afrique du Sud)

Il mesure 18 cm de longueur. Il a de longues ailes et une longue queue et, par conséquent, un aspect différent de la plupart des autres pluviers à l'exception de son proche parent, le Pluvier de Forbes présent en Afrique équatoriale.
Il a le dessus brun moyen et le ventre est blanc, sauf les deux bandes noires sur la poitrine, séparées par un bandeau blanc, qui donnent à cette espèce ses noms commun et scientifique. La tête est frappante par ses motifs, avec une couronne noire, un supercil blanc qui s'étend du front blanc à l'arrière du cou et une face grise devenant brune sur le cou. L'anneau oculaire et la base du bec noir sont rouges.
La sous-espèce malgache C. t. bifrontatus a une bande grise entre le bec et le front blanc, et les côtés de la tête sont gris. Les deux sexes sont semblables et les juvéniles de la sous-espèce malgache ressemblent aux adultes, bien si le front est brunâtre pendant une courte période. Cette espèce se distingue du Pluvier de Forbes qui est plus grand et plus sombre parce que cette dernière espèce a un front brun et n'a pas de barre blanche sur l'aile.

## Mode de vie
Cette espèce est souvent solitaire mais peut parfois former de petits groupes. Elle chasse à vue les insectes, les vers et autres invertébrés. Elle a un fort appel sifflé weeeet-weet.

## Répartition et habitat

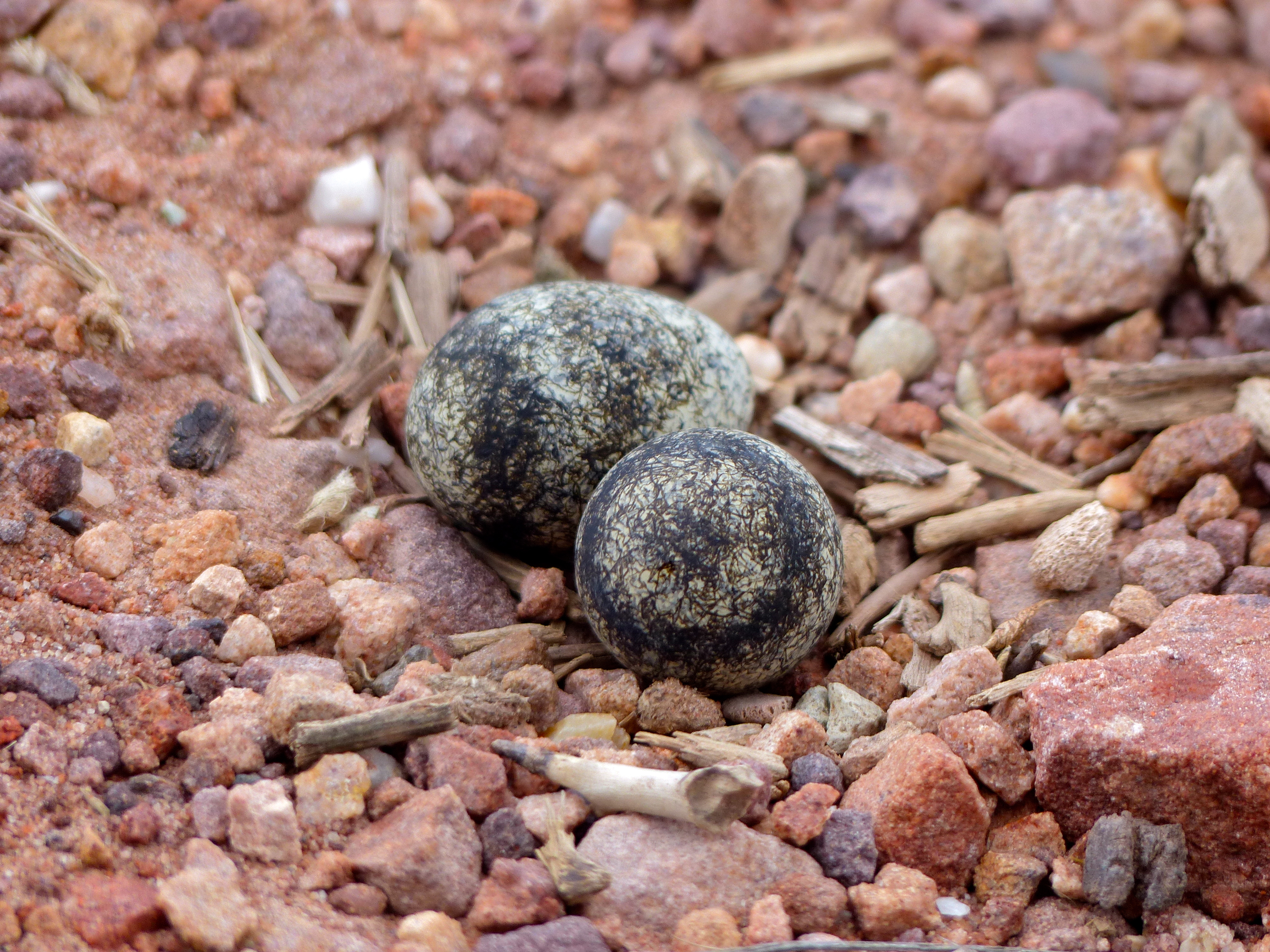
Nid de Pluvier à triple collier (parc national Kruger, Afrique du sud)

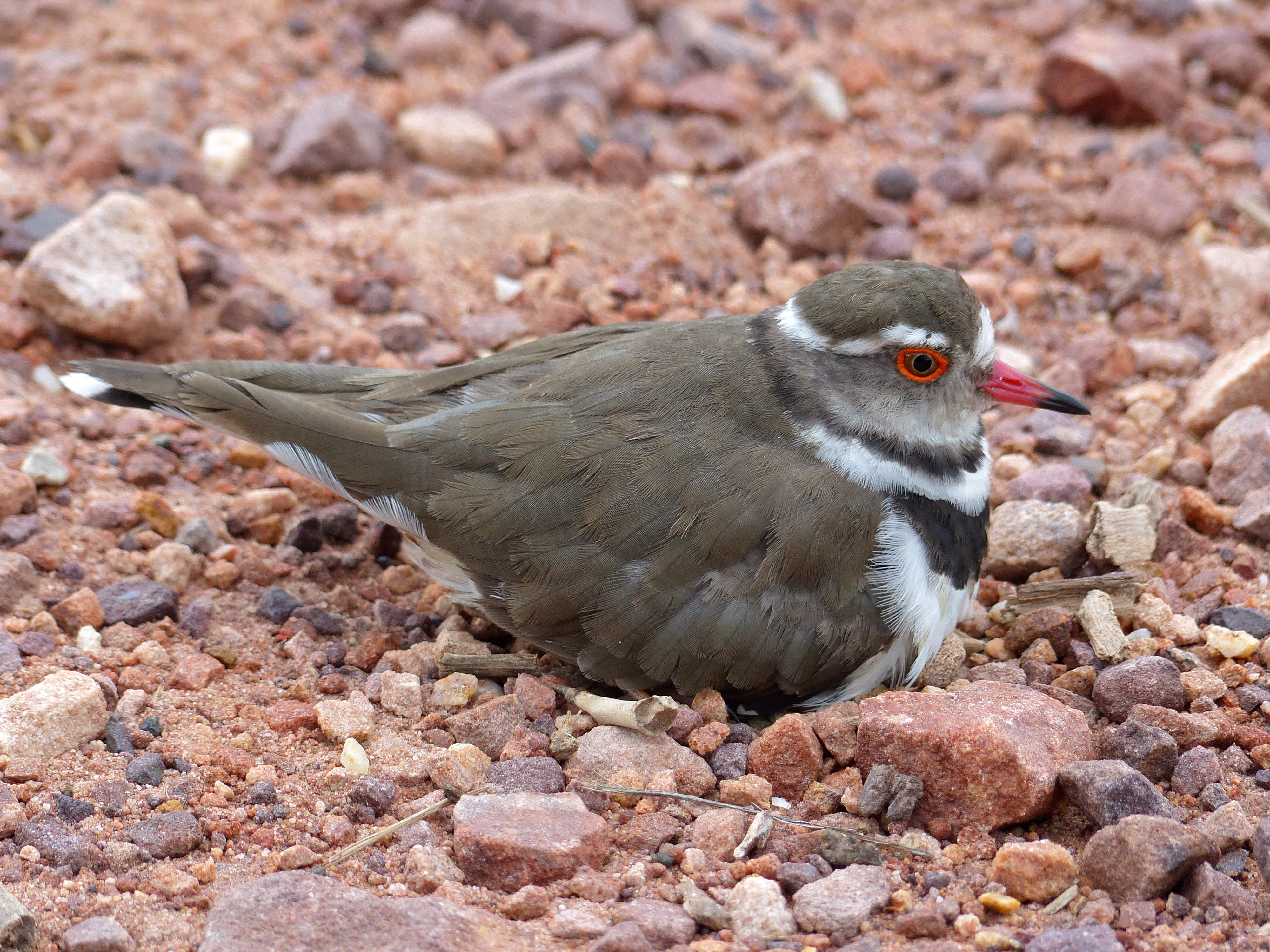
Femelle couvant ses œufs (parc national Kruger, Afrique du sud)

Il est résident dans une grande partie de l'est et du sud de l'Afrique et à Madagascar, principalement au bord des rivières, mares et lacs. 
Son nid est posé à nu sur les galets.

## Sous-espèces
D'après la classification de référence (version 14.1, 2024) de l'Union internationale des ornithologues, le Pluvier à triple collier possède 2 sous-espèces (ordre philogénique) :
- Charadrius tricollaris tricollaris Vieillot, 1818 ;
- Charadrius tricollaris bifrontatus Cabanis, 1882.